# 神田龍身
神田 龍身（かんだ たつみ、男性、1952年4月 - ）は、日本の日本文学研究者。学習院大学文学部日本語日本文学科教授。

## 経歴
山梨県生まれ。学習院中等科、学習院高等科、早稲田大学第一文学部卒業。早稲田大学大学院文学研究科修了。静岡大学教授を経て、2000年4月より学習院大学文学部日本語日本文学科教授。2010年4月より2013年3月まで学習院大学文学部学部長。
平安朝、中世文学専攻。『源氏物語』から中世物語に至る、セクシュアリティーを鍵とした研究で知られている。

## 著書
- 物語文学、その解体 『源氏物語』「宇治十帖」以降 有精堂出版 1992
- 偽装の言説 平安朝のエクリチュール　森話社 1999
- 源氏物語=性の迷宮へ　講談社選書メチエ 2001
- 紀貫之　ミネルヴァ日本評伝選　2009

## 共編
- 中世王朝物語・御伽草子事典 西沢正史 勉誠出版, 2002